# مقاطعة مارتن (تكساس)
مقاطعة مارتن (بالإنجليزية: Martin  County)‏ هي إحدى المقاطعات في ولاية تكساس، الولايات المتحدة الأمريكية.